# Vevelstad (przystanek kolejowy)
Vevelstad – kolejowy przystanek osobowy w Vevelstad, w regionie Akershus w Norwegii, jest oddalony od Oslo Sentralstasjon o 20,12 km. 

## Ruch pasażerski
Należy do linii Østfoldbanen. Jest elementem - kolei aglomeracyjnej w Oslo - w systemie SKM ma numer 500. Obsługuje lokalny ruch między Oslo Sentralstasjon i Ski. Pociągi odjeżdżają co pół godziny; część pociągów w godzinach poza szczytem nie zatrzymuje się na wszystkich stacjach. 

## Obsługa pasażerów
Wiata, automat biletowy, parking na 126 miejsc, parking rowerowy, przystanek autobusowy, postój taksówek. Odprawa podróżnych odbywa się w pociągu.